# Mali ved sommer-OL 2024
Mali deltog i sommer-OL 2024 i Paris, Frankrig, fra den 26. juli til den 11. august 2024.
De vandt ingen medaljer.

## Medaljer
| 2024 Paris | Guld | Sølv | Bronze | Total |
| Mali       | 0    | 0    | 0      | 0     |

### Medaljevinderne
| Mali under sommer-OL 2024 i Paris | Mali under sommer-OL 2024 i Paris | Mali under sommer-OL 2024 i Paris | Mali under sommer-OL 2024 i Paris | Mali under sommer-OL 2024 i Paris |
| Medalje                           | Navn                              | Sport                             | Event                             | Dato                              |
| --------------------------------- | --------------------------------- | --------------------------------- | --------------------------------- | --------------------------------- |
| -                                 | -                                 | -                                 | -                                 | -                                 |